# ジャン・ガストーネ・デ・メディチ

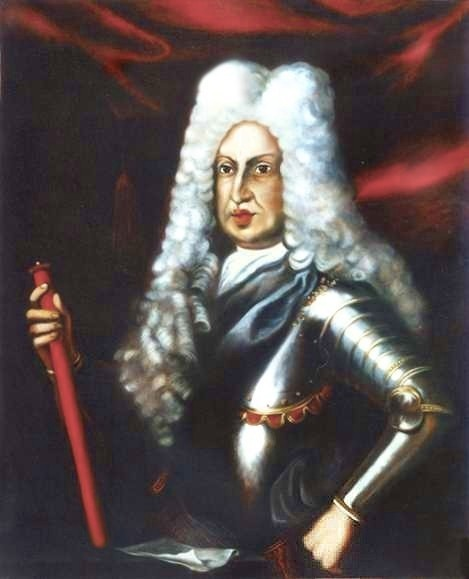
ジャン・ガストーネ大公

ジャン・ガストーネ・デ・メディチ（Gian Gastone de' Medici, 1671年5月24日 - 1737年7月9日）は、メディチ家最後のトスカーナ大公である（在位：1723年 - 1737年）。コジモ3世と妃マルゲリータ・ルイーザの次男。トスカーナ大公子フェルディナンドは兄、プファルツ選帝侯ヨハン・ヴィルヘルム妃アンナ・マリーア・ルイーザは姉。

## 生涯
1723年、父の死によって52歳で第7代トスカーナ大公となった。当時、既にトスカーナ大公国は衰退の極みにあり、経済は疲弊し、財政は破綻していた。ジャン・ガストーネはそれまで自堕落で酒びたりの生活を行っていたため、誰も彼に期待する者はいなかった。公位継承前の1697年にザクセン＝ラウエンブルク公ユリウス・フランツの娘アンナ・マリア・フランツィスカと結婚したが、子は生まれなかった。
即位当初、ジャン・ガストーネは抑圧的だった父の姿勢を改め、減税や教会の政治への関与を排除するなどの改革を開始したが、財政や経済は好転せず、次第に国政への関心を失っていった。1729年以降は再び自堕落な生活に戻ってしまい、ピッティ宮殿に引き篭もり、一日の大半をベッドの上で過ごすという体たらくであった。
1737年、ジャン・ガストーネは66歳で死去した。これによって、1743年に死んだ姉のアンナ・マリーア・ルイーザを除いて、メディチ家の主流は途絶えた。
ジャン・ガストーネの死後、トスカーナの人々に相談すらされず、欧州列国の選択によって大公国はロレーヌ公フランツ・シュテファン（ハプスブルク家のマリア・テレジアと結婚し、神聖ローマ皇帝となる、大公としてはフランチェスコ2世）のものとなった（当初はナポリ王となるカルロ・ディ・ボルボーネに割り当てられる予定だった）。このようにして、トスカーナ大公国は事実上ハプスブルク帝国の一部となった。ただし、ジャン・ガストーネの希望により、トスカーナ大公国は元来のハプスブルク家領には組み入れられず、あくまでも独立した国家とされた（ハプスブルク家当主がトスカーナ大公を兼ねることはなかった）。これがジャン・ガストーネが最後にして唯一、トスカーナ大公国に残した功績である。

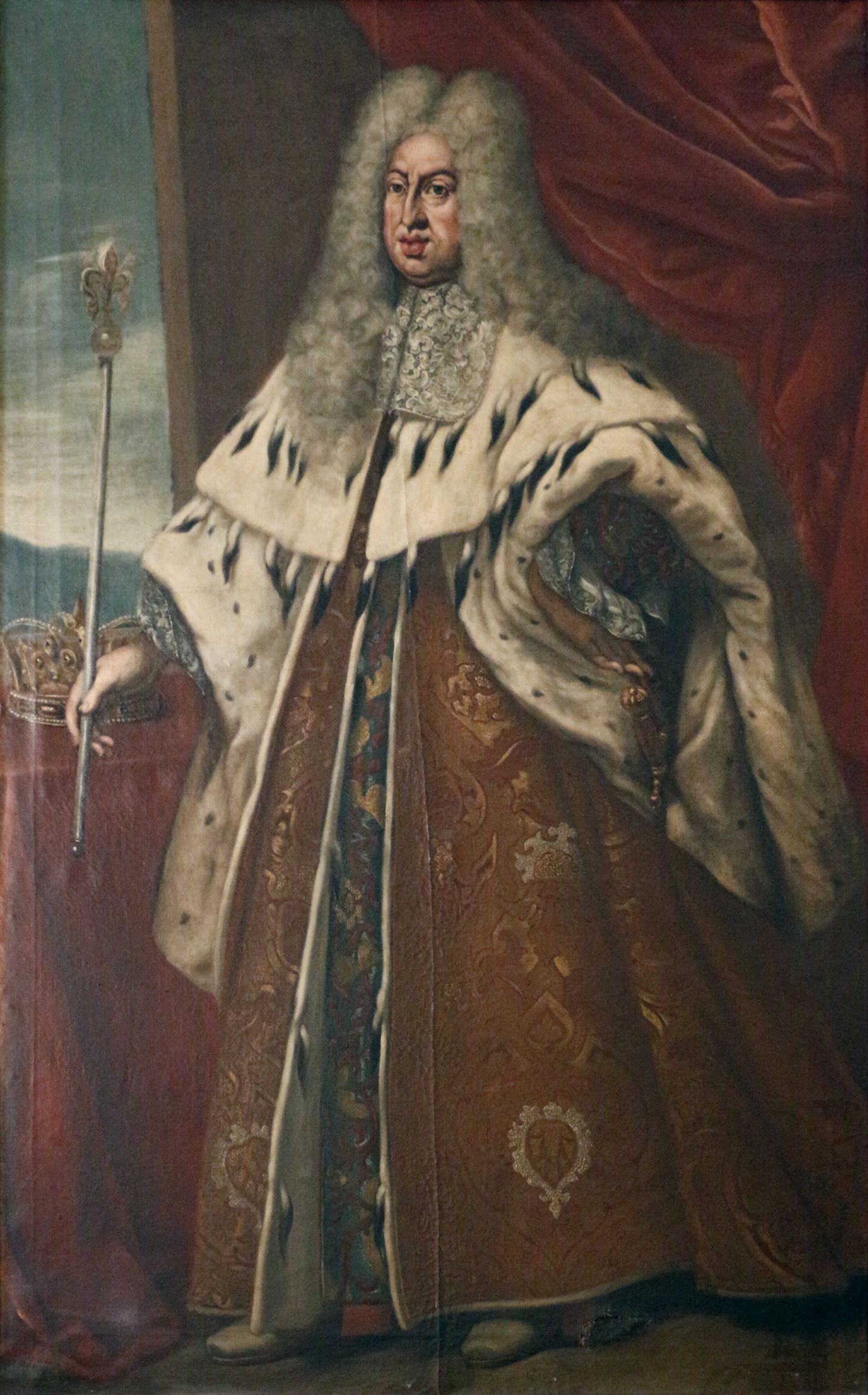
ジャン・ガストーネ大公